# Быховцев, Юрий
Юрий Быховцев (род. 26 октября 1986, Гомель, БССР, СССР) — белорусский боксёр-профессионал, выступающий в первой тяжёлой и в тяжёлой весовых категориях. Гейткипер и джорнимен победивший многих опытных противников, и вошедший в ТОП-75 лучших боксёров первого тяжёлого веса всего мира по рейтингу BoxRec. В 2018 году он выдал очень конкурентный бой с известным финским боксёром Робертом Хелениусом, который с большим трудом справился с белорусом, а после финн потребовал провести бой-реванш.
Лучшая позиция по рейтингу BoxRec — 76-я (октябрь 2019) и являлся 1-м среди белорусских боксёров первой тяжёлой весовой категории, — входя в ТОП-75 лучших боксёров первого тяжёлого веса всего мира.

## Биография
Юрий Быховцев родился 26 октября 1986 года в Гомеле, Белоруссия.
Женат, воспитывает двух сыновей.

## Профессиональная карьера
15 декабря 2017 года одержал победу раздельным решением судей (счёт: 58-56, 56-58, 58-56) над перспективным российским супертяжеловесом Гасаном Гимбатовым (3-0).
Юрий Быховцев является очень неудобным джорнименом с хорошей любительской школой, быстрыми руками и хорошей защитой. Из 17 проигранных им поединков, только лишь два боя были проиграны нокаутом, все остальные поединки он проиграл решением судей в очень конкурентном бою. Как например, поединок 17 марта 2018 года в Раквере (Эстония), в 8-ми раундовом бою он проиграл раздельным решением судей (счёт: 76-77, 76-78, 77-75) некогда грозному супертяжеловесу из Финляндии Роберту Хелениусу (25-2), который с большим трудом справился с белорусским джорнименом.

## Статистика профессиональных боёв
В таблице перечислены результаты всех поединков боксёров.
В каждой строке указан результат поединка. Дополнительно номер поединка обозначен цветом, который обозначает итог поединка. Расшифровка обозначений и цветов представлена в нижеследующей таблице.
| Пример | Расшифровка                     |
| ------ | ------------------------------- |
|        | Победа                          |
|        | Ничья                           |
|        | Поражение                       |
|        | Планируемый поединок            |
|        | Поединок признан несостоявшимся |
| КО     | Нокаут                          |
| ТКО    | Технический нокаут              |
| PTS    | Решение судей (по очкам)        |
| UD     | Единогласное решение судей      |
| MD     | Решение большинства судей       |
| SD     | Раздельное решение судей        |
| RTD    | Отказ от продолжения боя        |
| DQ     | Дисквалификация                 |
| NC     | Поединок признан несостоявшимся |

| 42 поединков, 10 побед (5 нокаутом), 3 ничьих, 29 поражений. | 42 поединков, 10 побед (5 нокаутом), 3 ничьих, 29 поражений. | 42 поединков, 10 побед (5 нокаутом), 3 ничьих, 29 поражений. | 42 поединков, 10 побед (5 нокаутом), 3 ничьих, 29 поражений.                       | 42 поединков, 10 побед (5 нокаутом), 3 ничьих, 29 поражений. | 42 поединков, 10 побед (5 нокаутом), 3 ничьих, 29 поражений. | 42 поединков, 10 побед (5 нокаутом), 3 ничьих, 29 поражений. |
| Бой                                                          | Дата                                                         | Соперник                                                     | Место проведения                                                                   | Раундов                                                      | Примечание                                                   |                                                              |
| ------------------------------------------------------------ | ------------------------------------------------------------ | ------------------------------------------------------------ | ---------------------------------------------------------------------------------- | ------------------------------------------------------------ | ------------------------------------------------------------ | ------------------------------------------------------------ |
| 40                                                           | 22 июля 2023                                                 | Вартан Арутюнян (5-0)                                        | RCC Boxing Academy, Екатеринбург, Свердловская область, Россия                     | UD 6 (6)                                                     | Счёт судей: 53-60, 54-59 (дважды).                           |                                                              |
| 39                                                           | 6 мая 2023                                                   | Максим Бабанин (4-0)                                         | КРК «Уралец», Екатеринбург, Свердловская область, Россия                           | UD 6 (6)                                                     | Счёт судей: 55-59, 54-60 (дважды).                           |                                                              |
| 38                                                           | 21 мая 2022                                                  | Георгий Юновидов (4-0)                                       | RCC Boxing Academy, Екатеринбург, Свердловская область, Россия                     | UD 8 (8)                                                     | Счёт: 73-79, 72-80 (дважды).                                 |                                                              |
| 37                                                           | 19 февраля 2022                                              | Александр Дорофеев (4-0)                                     | RCC Boxing Academy, Екатеринбург, Свердловская область, Россия                     | UD 6 (6)                                                     | Счёт: 54-60 (трижды).                                        |                                                              |
| 36                                                           | 23 октября 2021                                              | Дамьян Кныба (3-0)                                           | Nosalowy Dwór, Закопане, Польша                                                    | UD 6 (6)                                                     | Счёт: 54-60 (трижды).                                        |                                                              |
| 35                                                           | 26 февраля 2021                                              | Санжар Турсунов (1-0)                                        | Крылья Советов, Москва, Россия                                                     | UD 6 (6)                                                     | Счёт: 54-60, 55-60 (дважды).                                 |                                                              |
| 34                                                           | 16 ноября 2020                                               | Виталий Кудухов (3-0)                                        | Вегас Сити Холл, Красногорск, Московская область, Россия                           | UD 8 (8)                                                     | Счёт: 75-77, 75-77, 73-79.                                   |                                                              |
| 33                                                           | 23 августа 2020                                              | Али Балоев (9-0)                                             | Казахская академия транспорта и коммуникаций им. М.Тынышпаева, Алма-Ата, Казахстан | UD 8 (8)                                                     | Счёт: 72-80 (трижды).                                        |                                                              |
| 32                                                           | 25 июня 2020                                                 | Арслан Яллыев (8-0)                                          | Вегас Сити Холл, Москва, Россия                                                    | UD 8 (8)                                                     | Счёт: 71-80, 72-79, 71-80.                                   |                                                              |
| 31                                                           | 26 октября 2019                                              | Руслан Мырсатаев (6-0)                                       | ДС Балуана Шолака, Алма-Ата, Казахстан                                             | UD 8 (8)                                                     | Счёт: 71-80, 72-79, 71-80.                                   |                                                              |
| 30                                                           | 11 августа 2018                                              | Роберт Хелениус (2) (26-2)                                   | Олавинлинна, Савонлинна, Финляндия                                                 | UD 6 (6)                                                     | Счёт: 55-60, 57-58, 55-59.                                   |                                                              |
| 29                                                           | 19 мая 2018                                                  | Хусейн Чинкара (11-0)                                        | Трабзон, Турция                                                                    | KO 6 (10), 2:18                                              |                                                              |                                                              |
| 28                                                           | 17 марта 2018                                                | Роберт Хелениус (25-2)                                       | Раквере, Эстония                                                                   | SD 8 (8)                                                     | Счёт: 76-77, 76-78, 77-75.                                   |                                                              |
| 27                                                           | 15 декабря 2017                                              | Гасан Гимбатов (3-0)                                         | ДИВС, Екатеринбург, Россия                                                         | SD 6 (6)                                                     | Счёт судей: 58-56, 56-58, 58-56.                             |                                                              |
| 26                                                           | 1 июля 2017                                                  | Андрей Афонин (3-0)                                          | Лужники, Москва, Россия                                                            | UD 8 (8)                                                     | Счёт: 73-79, 74-79, 73-80.                                   |                                                              |
| 25                                                           | 27 мая 2017                                                  | Андрей Князев (15-5)                                         | Event-Hall, Солнечный, Россия                                                      | UD 8 (8)                                                     | Счёт: 74-79, 76-77, 73-79.                                   |                                                              |
| 24                                                           | 5 февраля 2017                                               | Евгений Романов (2-0)                                        | Expocentre, Волгоград, Волгоградская область, Россия                               | UD 6 (6)                                                     | Счёт: 56-58, 57-58, 55-59.                                   |                                                              |
| 23                                                           | 17 декабря 2016                                              | Эрв Юбо (25-1)                                               | Шарлеруа, Эно, Бельгия                                                             | UD 8 (8)                                                     | Счёт: 75-78, 74-79, 73-80.                                   |                                                              |
| 22                                                           | 3 сентября 2016                                              | Юрий Кашинский (8-0)                                         | Площадь Советов, Барнаул, Россия                                                   | UD 10 (10)                                                   | Турнир «Мы зажигаем звёзды». Счёт: 90-100, 94-97, 90-100.    |                                                              |
| 21                                                           | 6 августа 2016                                               | Игорь Куликов (1-0)                                          | Тесла Холл, Москва, Россия                                                         | MD 6 (6)                                                     | Счёт: 57-57, 57-57, 57-58.                                   |                                                              |
| 20                                                           | 21 мая 2016                                                  | Алексей Папин (2-0)                                          | Мегаспорт, Москва, Россия                                                          | UD 6 (6)                                                     | Счёт: 54-60, 55-60, 55-60.                                   |                                                              |
| 19                                                           | 29 апреля 2016                                               | Максим Власов (33-2)                                         | Корстон Клуб, Москва, Россия                                                       | UD 10 (10)                                                   | Счёт: 91-100, 90-100, 90-100.                                |                                                              |
| 18                                                           | 16 апреля 2016                                               | Гамильтон Вентура (14-2-1)                                   | One World Hotel, Петалинг-Джая, Малайзия                                           | MD 8 (8)                                                     | Счёт судей: 78-74, 76-76, 78-74.                             |                                                              |